# Air Liquide
Air Liquide, trước đây là L'Air liquide, là một tập đoàn công nghiệp của Pháp có phạm vi quốc tế, chuyên về khí công nghiệp, có nghĩa là khí dùng cho công nghiệp, y tế, môi trường và nghiên cứu. Nó có mặt ở 80 quốc gia trên thế giới và phục vụ hơn 3,6 triệu khách hàng và bệnh nhân. Nhóm Air Liquide được niêm yết trên Sở giao dịch chứng khoán Paris và được bao gồm trong thành phần của chỉ số CAC 40, Euro Stoxx 50 và FTSE4Good.